# Żurawina błotna

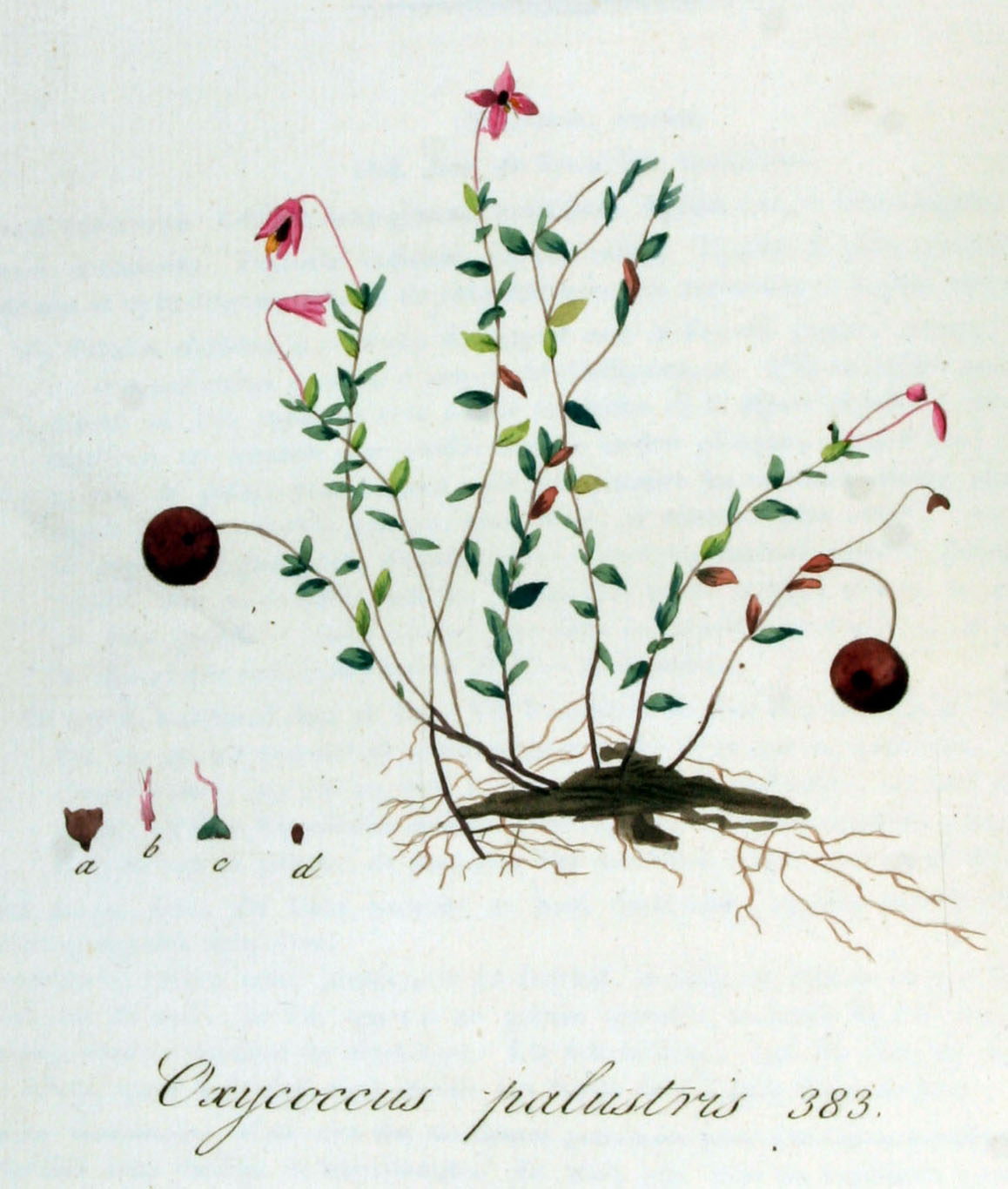
Morfologia

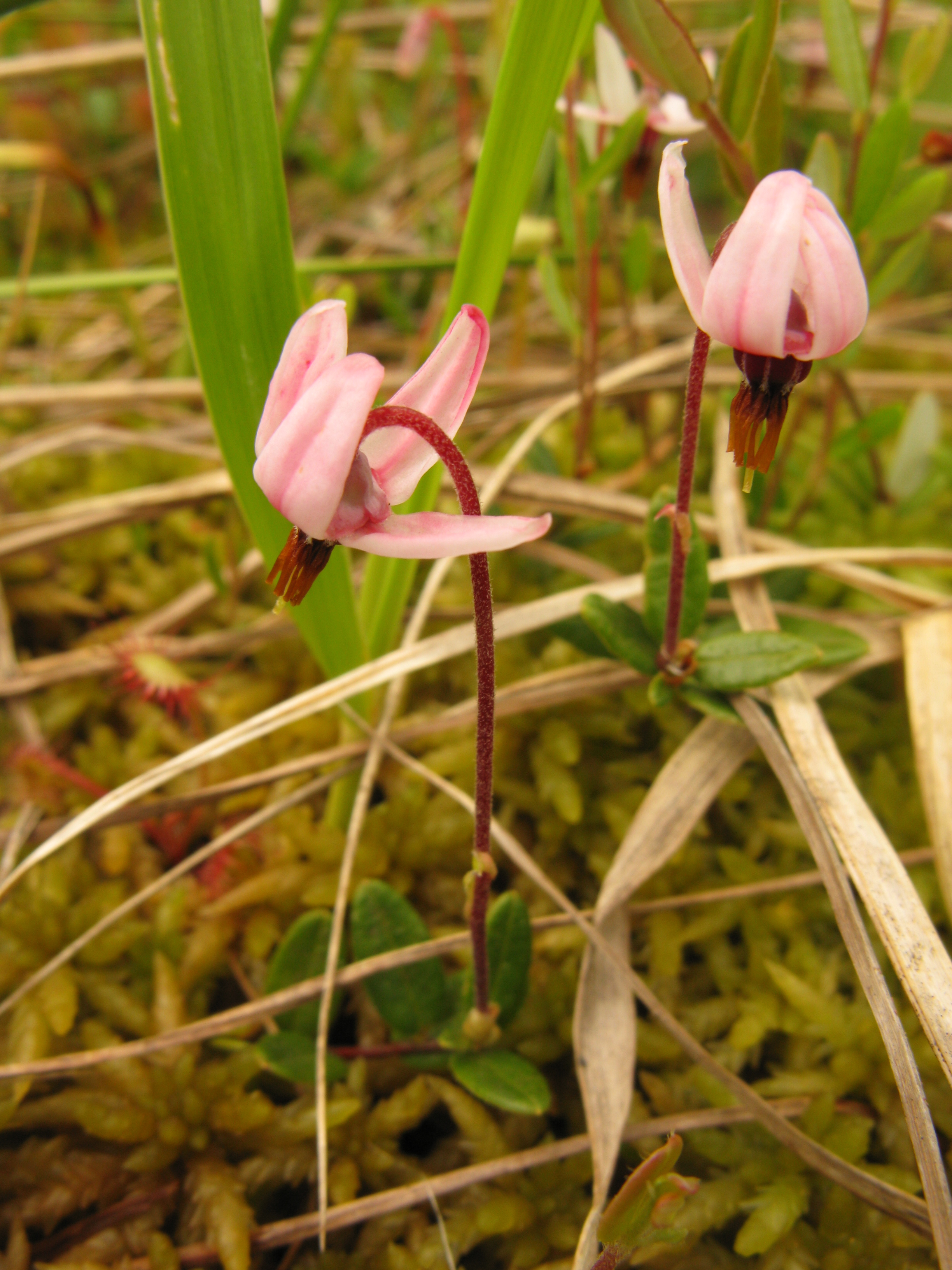
Pokrój

Żurawina błotna (Vaccinium oxycoccos L. = Oxycoccus palustris L.) – gatunek rośliny z rodziny wrzosowatych.

## Rozmieszczenie geograficzne
Gatunek o zasięgu wokółbiegunowym. Występuje w krajach północnej i środkowej Europy, północnej Azji i w Ameryce Północnej. W Polsce jest dość częsty na całym niżu, aż po Podkarpacie. Dość częsty jest także w Sudetach, natomiast w Karpatach jest rzadszy.

## Morfologia
ŁodygaDługość do 100 cm, delikatna, pełzająca (płożąca), odlegle ulistniona. Tegoroczne pędy są owłosione.
LiścieZimotrwałe, drobne, jajowate bądź eliptycznojajowate, o szczycie lekko zaostrzonym lub tępym, brzegu podwiniętym, od spodu sinawobiaławe. Mają długość (6)8–10(12) mm i szerokość (3) 4–5,5 mm.
KwiatyDługoszypułkowe, umieszczone po 3–4, rzadziej pojedynczo. Płatki różowe, w dół odwinięte, o długości do 5 mm. Na owłosionych szypułkach obecne są drobne podkwiatki o długości do 0,5 mm.
OwoceKuliste jagody o barwie czerwonej, średnicy do 1 cm, o smaku kwaśnym. Nasiona drobne, zielonkawe.

## Biologia i ekologia
RozwójKrzewinka, chamefit. Kwitnie od czerwca do sierpnia.
SiedliskoW Polsce jest rośliną często spotykaną na torfowiskach wysokich i przejściowych oraz w borach bagiennych. Wymaga gleby kwaśnej i wilgotnej (roślina wybitnie kwasolubna). Jest rośliną żywicielską chronionego motyla modraszka bagniczka.
Choroby grzyboweŻurawina bywa porażana przez płaskosza pędowego żurawiny Exobasidium oxycocci oraz płaskosza żurawiny (Exobasidium rostrupii).
FitosocjologiaGatunek charakterystyczny dla rzędu Sphagnetalia magellanici.
GenetykaTetraploid o liczbie chromosomów 2n = 4x = 48. Odróżnia się tym od żurawiny drobnoowocowej (Vaccinium microcarpum), która jest diploidem o liczbie chromosomów 2n = 24. Gatunki te krzyżują się z sobą.

## Systematyka
- We florze Polski takson ten opisany jest jako gatunek żurawiny[5]. Według nowszych ujęć taksonomicznych gatunek ten włączany jest do rodzaju borówka (Vaccinium) jako Vaccinium oxycoccos L.[3][6], tak więc nazwa polska jest niespójna z nazwą naukową.

- Synonimy[6]: Oxycoccus hagerupii Á. Löve & D. Löve, Oxycoccus microcarpus Turcz. ex Rupr., Oxycoccus oxycoccos (L.) MacMill., Oxycoccus palustris Pers., Oxycoccus quadripetalus Gilib., nom. inval., Vaccinium hagerupii (Á. Löve & D. Löve) Ahokas, Vaccinium microcarpum (Turcz. ex Rupr.) Schmalh., Vaccinium palustre Salisb.

## Zastosowanie
- Roślina jadalna: Owoce są cenione na przetwory, galaretki, soki i kisiele. Zawierają szereg kwasów organicznych (stąd specyficzny smak): kwas cytrynowy, chinowy, ursolowy, benzoesowy, poza tym węglowodany i mikroelementy[9]. Zawiera szczególnie dużą ilość witaminy C[7].
- Roślina lecznicza: Surowcem leczniczym są owoce. Sok i wyciąg z owoców stosuje się w leczeniu chorób układu moczowego, kamieniach żółciowych, jako lek obniżający ciśnienie krwi i gorączkę oraz przy awitaminozie[7].

- Roślina kosmetyczna, używana przy produkcji niektórych kosmetyków[14].